# Jack Reynor
Jack Reynor, född 23 januari 1992, är en irländsk skådespelare.
Reynor har bland annat medverkat i filmerna Transformers: Age of Extinction från 2014, Macbeth från 2015, Sing Street från 2016, Mowgli från 2018 och Midsommar från 2019.

## Filmografi (i urval)
- 2014: Divergent
- 2014: Transformers: Age of Extinction
- 2015: Macbeth
- 2016: Sing Street
- 2017: The Man with the Iron Heart
- 2018: Mowgli
- 2019: Midsommar
- 2021 – Modern Love (TV-serie)
- 2023 – Flora and Son
- 2024 – The Perfect Couple (TV-serie)